# Impatiens prostrata
Impatiens prostrata är en balsaminväxtart som beskrevs av Joseph Dalton Hooker. Impatiens prostrata ingår i släktet balsaminer, och familjen balsaminväxter. Inga underarter finns listade i Catalogue of Life.